# Ardoise (écriture)
Pour les articles homonymes, voir Ardoise (homonymie).

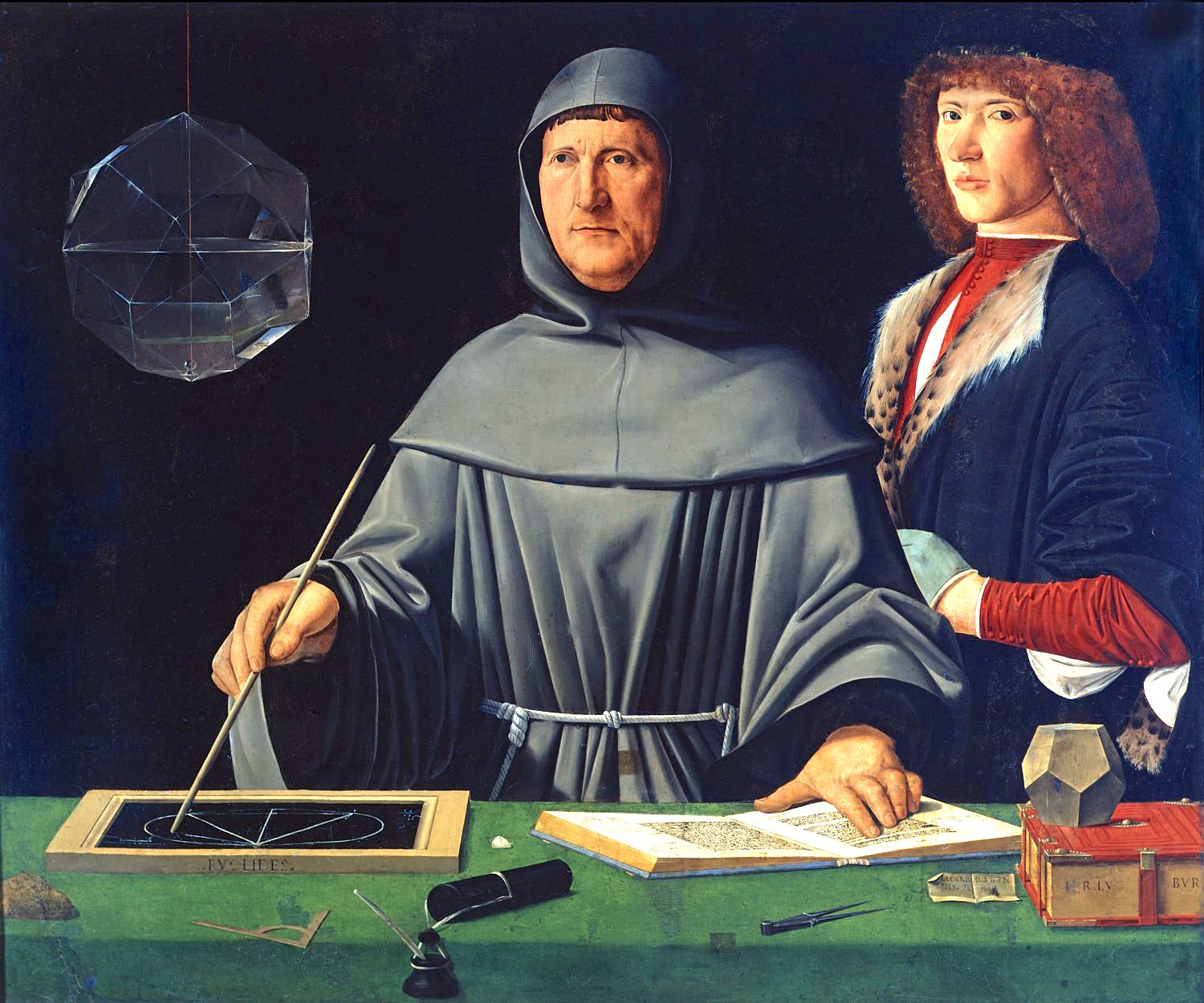
Pacioli utilisant une ardoise (fin XVe siècle).

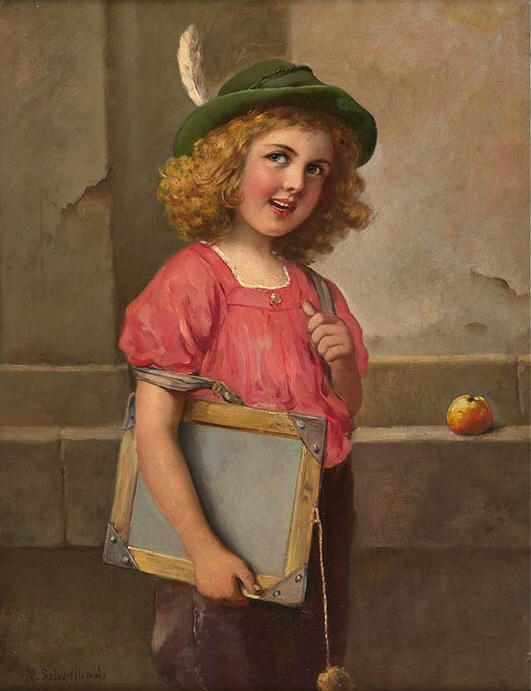
L’Écolière, de Karl Hermann Schellbach (1850-1921).

Une ardoise est une tablette à écrire faite à l’origine d'ardoise (roche) sertie dans un cadre de bois, et plus récemment de matière synthétique, et destinée à recevoir écriture ou dessins de manière provisoire. Elle succède ainsi aux tablettes de cire de l’Antiquité. Déjà attestée à la fin du Moyen Âge, elle est employée à grande échelle dans les écoles à partir du XIXe siècle, afin de permettre aux enfants de faire des exercices d’écriture, de calcul et de dessin, alors que le papier est coûteux. 
Dans les années 30, face aux critiques qui se multiplient sur les ardoises naturelles ; bruyantes et facilement cassées par les élèves ; Emile Ulmann eut l’idée de fabriquer des ardoises sur support en carton, appelées « Ardoises factices » plus silencieuses et meilleur marché. Bientôt, la fabrication d’ardoises factices fut suivie de celle des tableaux scolaires, noirs à l’époque. 
L'ardoise est encore utilisée dans les plus petites classes ou dans des jeux pour enfants.

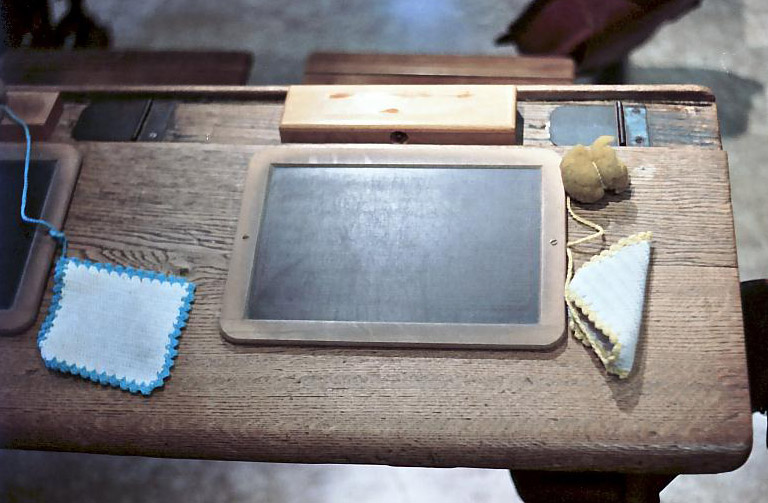
Pupitre d’écolier avec ardoise.

On écrit sur des ardoises avec une craie ou un style à ardoise, lui-même fait d’ardoise, de stéatite ou d’argile. La craie ou le stylet laissent une marque claire, facilement effaçable par un chiffon ou une éponge humide.
Des ardoises sont aussi employées par des adultes, dans le commerce ou la restauration (pour présenter le menu du jour).
Il existe également des ardoises en matière synthétique, avec utilisation de feutres effaçables. Par antonomase, ces ardoises sont parfois appelées ardoises Velleda d'après la marque de l'entreprise Bic. Des ardoises synthétiques spécifiques sont utilisées de nos jours par des plongeurs afin de communiquer sous l’eau.